# 三花愛良
三花愛良（日语：／ Mihana Aira，1994年5月30日—），日本寫真偶像。於兵庫縣出身。所屬事務所為Poseidon Entertainment（ポセイドンエンタテインメント）。

## 生平
三花愛良曾以三花Aira（三花あいら）和美花愛良的名義活動。根據她本人的說法，她的母親在其出道前因為聽到她想上電視的夢想，所以便擅自為自己報名參加面試，結果自己在經過一輪遴選後順勢出道。

### 小學時期
2006年10月13日，還是小學六年級生的三花推出了寫真DVD《Touch me!? 三花愛良》。她因為在此作中以身穿丁字褲的姿態登場，所以便成了一時熱話，甚有意見認為這部作品違反了《兒童買春、兒童色情關係行為等處罰及兒童保護等相關法律》。同月20日，她推出了自己首本寫真集《穿上了》（はいちゃった。），當中同樣拍攝了她身穿丁字褲的樣子。2日後，她出席了上述兩部作品的發售紀念活動，吸引了過200人來場。
2007年1月19日，三花推出了於沖繩拍攝的寫真DVD《第二次冲击》（セカンドインパクト），其內容以她身穿各種泳衣的場面為主軸。

### 初中時期
2007年6月8日，三花的寫真DVD《Happy Summer》（ハッピーサマー）公開，全作上下兩卷於當日一併發售。9月7日，她的寫真DVD《Cosplay DX 三花愛良》（コスプレDX 三花愛良）開售。她於當中扮演了不同的角色——護士和賽車女郎便是兩例。
2008年3月21日，三花公開了寫真DVD《三花愛良 12歲到13歲的軌跡》（三花愛良 １２歳から１３歳の軌跡），全作共有上下兩卷。5月5日，她於秋葉原出席了活動「圣地儿童节」（サンクチュアリ子供まつり），同場的還有年少偶像望月由奈、鮎川穗乃果、高岡未來。10月19日，她推出了兩部寫真DVD。它們分別是《维纳斯Jr Vol.7 愛良》（ヴィーナスJr Vol.7 あいらしく）和《维纳斯Jr Vol.8 透明cosplay》（ヴィーナスJr Vol.8 透明コスプレ）——這兩部作品分別以「性感」和「透明」為主題。
2009年3月27日，三花推出了寫真DVD《愛情圖表是上升氣流》（ラブチャートは上昇気流），全作共有兩部分，它們的主題分別是「性感」和「泡沫系」。

### 高中時期及之後
2009年7月17日，她的兩部寫真DVD《花朵成熟時》（花ずくし）和《蜂蜜陷阱》（ハニートラップ）正式推出。11月13日，她同時推出了兩部寫真DVD——《可愛天使》（キューティーエンジェル）和《性感天使》（セクシーエンジェル）。
2010年2月，她跟大谷彩夏、高岡未來等偶像一起出演的寫真DVD《心跳不已情人節大作戰 陷入熱戀的8名少女》（ドキドキ・バレンタイン大作戦 恋する女子８人）開售。6月，三花的寫真集《Step and Go!!》開售，這部寫真集由中村誠作、安藤清太、工藤真衣子負責拍攝。
2011年6月24日，三花的寫真DVD《Good Love》公開，此作為其於同年2月在沖繩拍攝的。9月16日，她的寫真DVD《小惡魔Kiss》開售。《小惡魔Kiss》以展現出三花各種的矛盾元素（比如「活潑與性感」）為主軸。
2012年7月21日，三花推出了寫真DVD《全部可愛泳衣 性感泳衣 ～全部內衣風泳衣～ VOL.6》（全部かわいい水着 セクシー水着 ～全部ランジェリー風水着～VOL.6），她在此作中以身穿各種女式内衣風的泳衣登場。
2016年3月23日，三花的引退作《全部內衣 清纯與性感 ～最後的寫真～》（全部ランジェリー清純とセクシー～ラストグラビア～）開售。4月14日，她在自己的部落格上宣佈自己將會引退。她在後日於秋葉原出席了發售兼引退紀念活動。

## 人物
三花愛良擅長跳舞和空手道，喜歡雷鬼樂。她在小六時表示自己想在將來成為女演員，不過在升上初一後，她卻表示自己將來想在寵物店工作。她在升上初中後會跟同學於課餘時間一起打藍球。在升上初三後沒過多久，三花便表示想自己更有名。
三花擁有「元祖丁字褲小學生」、「丁字褲小學生偶像」等稱號。根據《日刊Cyzo》的分析，當初使得她在年少偶像界中突圍而出的因素除了「丁字褲小學生」之外，還有其「165厘米的身高」和「有肉感的臀部」。不過由於少女偶像的粉絲多看重偶像的年齡，所以她們的寫真DVD銷量亦会隨着年齡而下降。致使三花需在後期以更硬核的露出路線來吸引消費者購買之。

## 外部連結
- 官方資料（存檔）
- 愛ヒメ愛ランド （页面存档备份，存于） - Ameba Blog